# Udo Klement
Udo Fritz Peter Klement (* 12. Januar 1936 in Dresden) ist ein deutscher Musikwissenschaftler und Musikkritiker.

## Leben
Klement, konfessionslos, wurde 1936 als Sohn eines Zahnradfräsers und einer Landarbeiterin bzw. Verkäuferin in Dresden geboren. Er besuchte die Dresdner Kreuzschule und die Oberschule Dresden West (Abitur 1954). Von 1954 bis 1958 studierte er Musikerziehung und Germanistik an der Philosophischen Fakultät der Karl-Marx-Universität Leipzig. 1958 legte er das Staatsexamen für das Lehramt in Musik (an der 12-klassigen Oberschule) ab. Danach war er Lehrer für Musik und Deutsch, 1964 erwarb er die Lehrbefähigung für Deutsch (bis Klasse 10).
Von 1966 bis 1969 war er Wissenschaftlicher Assistent für Musikerziehung am Institut für Musikwissenschaft der Karl-Marx-Universität Leipzig. 1969 wurde er bei Paul Willert mit der musikwissenschaftlichen Dissertation A Das Musiktheater Carl Orffs. Untersuchungen zu einem bürgerlichen Kunstwerk zum Dr. phil. promoviert. Die weiteren Gutachter der Arbeit waren Walther Siegmund-Schultze und der Orff-Schüler Paul Kurzbach.
Danach wurde er Wissenschaftlicher Oberassistent für Musikerziehung am Bereich Musikwissenschaft, Fachgruppe Theorie und Methodik der Musikerziehung und 1972 in der Fachgruppe Historische und systematische Musikwissenschaft in der Sektion Kulturwissenschaften und Germanistik sowie 1976 in der Sektion Kultur- und Kunstwissenschaften. 1976 erhielt er die Facultas Docendi. 1977 folgte die Promotion B zum Dr. sc. phil. in Musikwissenschaft (Thema: Die Bedeutung des Dramaturgischen in der Orchestermusik der Deutschen Demokratischen Republik). Neben Walther Siegmund-Schultze gehörten diesmal Ernst Hermann Meyer und Hella Brock zu den Gutachtern. 1991 wurde der akademische Grad in Dr. phil. habil. umgewandelt.
Ab 1977 war er Dozent, von 1980 bis 1993 ordentlicher Professor für Musikgeschichte an der Sektion für Kultur- und Kunstwissenschaften der Karl-Marx-Universität Leipzig. Danach wurde er abberufen und ging in den vorzeitigen Ruhestand. Seine Forschungsschwerpunkte waren neben der Musikgeschichte die Dramaturgie der klassischen Instrumentalmusik, die Geschichte der Musikwissenschaft, die Musikanalyse und -kritik sowie die Sinfonik. Von 1967 bis 1969 war er Geschäftsführender Assistent am Institut für Musikwissenschaft und von 1973 bis 1975 Lehrkollektivleiter Musik/Deutsch. Von 1981 bis 1985 war er Sektionsdirektor und von 1986 bis 1990 Leiter des Fachbereichs Musikwissenschaft und Musikerziehung. Zu seinen akademischen Schülern gehörten u. a. Ulrike Liedtke und Christoph Sramek.
Von 1973 bis 1989 gehörte er dem Verband der Komponisten und Musikwissenschaftler der DDR an, wobei er von 1982 bis 1989 im Zentralvorstand war. Wiederholt war er Mitglied der Arbeitsgruppe Musikwissenschaft des Wissenschaftlichen Beirats für Kultur-, Kunst- und Sprachwissenschaft beim Ministerium für das Hoch- und Fachschulwesen der DDR. Von 1986 bis 1989 war er Vorsitzender der Zentralen Fachkommission Musikerziehung beim Ministerrat der DDR.
Klement war ständiger Mitarbeiter und Musikkritiker der Tageszeitung Die Union. Von 1973 bis 1989 steuerte er Beiträge zur „DDR-Musikentwicklung“ für das Jahrbuch der Großen Sowjetenzyklopädie in Moskau bei. Ab 1973 bearbeitete er Musikstichworte zu sämtlichen Lexika des Bibliographischen Instituts in Leipzig.

## Auszeichnungen
- 1965: Medaille für ausgezeichnete Leistungen
- 1968: Pestalozzi-Medaille für treue Dienste (Bronze)
- 1978: Pestalozzi-Medaille für treue Dienste (Silber)
- 1978: Ehrennadel des Komponistenverbandes (Bronze)
- 1983: Kunstpreis der Stadt Leipzig für Kunstkritik
- 1986: Ehrennadel des Komponistenverbandes (Silber)
- 1988: Verdienstmedaille der DDR
- 1990: Pestalozzi-Medaille für treue Dienste (Gold)

## Schriften (Auswahl)
- Das Musiktheater Carl Orffs (= Beiträge zur musikwissenschaftlichen Forschung in der DDR. Bd. 14). Deutscher Verlag für Musik, Leipzig 1982.